# Ennio Falco
Pour les articles homonymes, voir Falco.
Ennio Falco (né le 3 janvier 1968 à Capoue, dans la province de Caserte en Campanie) est un tireur sportif italien, spécialisé dans le skeet.

## Biographie
Champion olympique dans l'épreuve de skeet lors des Jeux olympiques de 1996 à Atlanta, il se classe quatorzième lors des Jeux olympiques de 2000, vingt-et-unième lors des Jeux olympiques de 2004 et quatorzième lors des Jeux olympiques de 2008 et de 2012.
Le tireur sportif italien remporte en 2010 la médaille d'argent dans la même épreuve lors des Championnats du monde de tir, après avoir remporté plusieurs médailles d'argent (en 1997, 2001 et 2005) et de bronze (en 1994, 2002 et 2009) dans cette même épreuve.